# 過山
過山，是臺灣嘉義縣梅山鄉的一個傳統地域名稱，位於該鄉西部偏北。相較於今日行政區，其範圍大致包括過山村、梅南村西部。

## 歷史
台灣日治初期，過山地區為一（舊制）街庄，稱為「過山庄」，隸屬於打貓東頂堡。該庄西北與大埔美庄為鄰，北邊及東邊北段與梅仔坑庄為鄰，東邊南段與九芎坑庄為鄰，南邊為大草埔庄、雙溪庄，西邊為中坑庄。
1901年（日治明治三十四年）11月，全台設置二十廳，該庄隸屬於嘉義廳。1903年（明治三十六年）6月，該庄編入「梅仔坑區」，隸屬於嘉義廳。1909年（明治四十二年）10月，合併二十廳為十二廳，梅仔坑區仍隸屬於嘉義廳。1920年（大正九年），廢十二廳改設五州二廳，該庄改制為「過山」大字，隸屬於臺南州嘉義郡小梅庄（新制街庄）。
戰後小梅庄改制為小梅鄉，隸屬於臺南縣，大字亦改制為村。1946年6月21日，小梅鄉改名梅山鄉。1950年雲、嘉、南分治，梅山鄉改隸屬於嘉義縣。

## 聚落
本地區發展較早的聚落有開元后、過山等等，在日治期初期的官方地圖上已有記載。

## 交通
縣道162號是溪口至梅山的道路，經過本地區北部凸出部分。由該道路西行可前往大林鎮、溪口鄉，並止於縣道157號轉角路口；東行不遠處即止於省道台3線路口（梅山市區西北郊）。
鄉道嘉103-2線是開元後至龍岩的道路。
鄉道嘉103-3線是崎頂至尾庄的道路。
鄉道嘉114線是蛇仔巃至龍岩的道路。